# Pseudognaptodon gibsoni
Pseudognaptodon gibsoni är en stekelart som beskrevs av Williams 2004. Pseudognaptodon gibsoni ingår i släktet Pseudognaptodon och familjen bracksteklar. Inga underarter finns listade i Catalogue of Life.